# Combretum foliatum
Combretum foliatum là một loài thực vật có hoa trong họ Trâm bầu. Loài này được Craib mô tả khoa học đầu tiên năm 1930.